# クローウ修道院
クローウ修道院（クローウしゅうどういん、ウクライナ語：Кловський монастир）は、11世紀から13世紀にかけてルーシの首都キエフに存在した正教会の修道院。クローウ谷に位置しており、「クローウ」（古ルーシ語では「沢」の意味）に因んで呼ばれた。建立された時期が不明だが、1075年頃であると推測される。『ルーシ年代記』では1091年の条では既に大きな修道院として言及される。伝承によれば、創立者はステファン修道士であるという。ステファンはキエフ郊外にある洞窟修道院に属していたが、紛争のために修道院を離れ、クローウで生神女庇護祭にちなんで新たな修道院を建てたのである。後にステファンはヴォロディーミルの大主教となったという。1069年にクマン人によって掠奪された。1108年に石造りのヴラヘルネ聖母聖堂が建てられた。1112年にダヴィド・イゴレヴィチ公爵が葬られた。1240年にモンゴル帝国の軍勢によって破壊された。1974年から1975年にかけて発掘調査が行われた。